# Raíssa de Oliveira
Raíssa de Oliveira (Mesquita, 30 de julho de 1990) é uma dançarina de samba brasileira. Notabilizou-se no Carnaval carioca ao ser escolhida como rainha de bateria da escola de samba GRES Beija-Flor aos 12 anos de idade, no ano de 2003, após ganhar um concurso de TV no qual concorriam passistas mirins de diversas escolas. Ocupa o posto todos os anos desde então.
Raissa de Oliveira nasceu e cresceu no meio do samba e tornou-se a mais jovem Rainha de Bateria de Escolas de Samba do Rio de Janeiro, à frente da Bateria da Beija Flor de Nilópolis.
Ao contrário da maioria das rainhas de bateria do grupo especial carioca na década de 2000, Raíssa é uma rainha de bateria escolhida na própria comunidade, e mantém-se fixa num posto considerado rotativo. Antes de desfilar como rainha de bateria, era integrante da ala das crianças.

## Premiações
- Gato de Prata

1. 2012 - Melhor Rainha de Bateria[7]
2. 2020 - Melhor Rainha de Bateria[8]

- SRzd Carnaval

1. 2013 - Melhor Rainha de Bateria[9]

- Troféu Explosão in Samba

1. 2019 - Melhor Rainha de Bateria[10]